# Umbelasha
L’Umbelasha est une rivière du Soudan. Elle traverse notamment le Parc national de Radom au sud-ouest du pays. Le Bahr al-Arab nait à sa confluence avec l'Adda (en).